# Klášter Epau
Klášter Epau je cisterciácký klášter ve vsi Yvré-l'Évêque nedaleko Le Mans ve francouzském departementu Sarthe. Klášter byl založen roku 1229 anglickou královnou Berengarií, vdovou po Richardovi Lví srdce.
Opatství bylo roku 1356 během válečných nepokojů zničeno. K obnovení došlo na počátku 15. století a klášter fungoval až do revoluce, kdy byli nuceni řeholníci klášter opustit.